# Темптейшънс
„Темптейшънс“ (на английски: The Temptations) са американска вокална група, която издава поредица от успешни сингли и албуми с „Мотаун Рекърдс“ през 60-те и 70-те години на XX век. Работата на групата с продуцента Норман Уитфийлд, започвайки с хитовия сингъл „Cloud Nine“ от октомври 1968 година, е основополагаща за психеделичния соул и оказва силно влияние върху развитието на ритъм енд блус и соул музиката. Участниците в групата стават известни със своята хореография, характерни хармонии и своеобразни сценични костюми. С продадени десетки милиони албуми, „Темптейшънс“ са сред най-успешните групи в популярната музика.
През почти цялото си съществуване групата включва петима вокалисти и танцьори, като е създадена от членове на две съперничещи си дотогава вокални групи в Детройт – Отис Уилямс, Ал Брайънт и Мелвин Франклин от „Дистантс“ и Еди Кендрикс и Пол Уилямс от „Праймс“. През 1964 година Брайънт е заменен от Дейвид Ръфин който е водещ вокалист в няколко от най-големите хитове на групата, сред които My Girl (1964), Ain't Too Proud to Beg (1966) и I Wish It Would Rain (1967). През 1968 година Ръфин е сменен от Денис Едуардс, с когото групата продължава да записва хитови песни, като Cloud Nine (1968), I Can't Get Next to You (1969) и Ball of Confusion (That's What the World Is Today) (1970). Кендрикс и Пол Уилямс напускат през 1971 година, през следващите години в нея се включват различни музиканти, сред които Ричард Стрийт, Деймън Харис, Глен Ленард, Рон Тайсън и Али-Оли Удсън, който е водещият вокалист в късния хит Treat Her Like a Lady (1984) и музикалната тема на програмата за детска гимнастика „Кидс ин Моушън“ (1987).
За повече от 50 години просперира най-вече с популярната си музика и многото хитове, разпродадени в целия свят. Историята на „Темптейшънс“ е история на съвременната американска поп музика. Основен компонент на оригиналната Motown машина е невероятният двигател, изобретен от Бери Горди с име Темптейшънс, който започва музикалния си живот в Детройт през 60-те години.

## История

### Началото
С участието на пет мъжки вокалисти и танцьори (освен за кратки периоди с по-малко или повече членове) групата е образувана през 1960 г. в Детройт, Мичиган под името „The Elgins“. Оригиналните учредители първоначално са били членове на две съперничещи си в Детройт вокални групи: Отис Уилямс, Елбридж Брайънт и Мелвин Франклин от „Distants“ и Еди Кендрикс и Пол Уилямс от „The Primes“. След подписването на договор с Джони Mae Матюс от „Northern Records“, въпреки че групата вече е имала своето име „The Elgins“, то отново е променено на „Distants“. С това име са записани два сингъла в „Northern Records“, включително „Come On“ през 1959 г. и „Alright“ през 1960 г. Успехът на „Come On“ идва след като „Warwick Records“ качват запис на този успешен сингъл за национално разпространение в САЩ. Въпреки че „Come On“ става местен хит в района на Детройт, „Distants“ никога не постигат рекордни продажби.
Едва след получаване на оферта от Бери Горди да подпишат договор с „Motown Records“ „Distants“ прекратяват договора си с „Warwick Records“ и сменят името на групата на „The Temptations“ (Темптейшънс).
Името се дава на групата по предложение от Били Мичъл – служител в „Miracle Records“, автора на песни Мики Стивънсън и членовете на групата Отис Уилямс и Пол Уилямс.

### Първи успехи
Първите два сингъла на Темптейшънс са „Oh Mother of Mine“ и „Check Yourself“, а „Dream Come True“ достига номер 22 в класацията на R & B през 1962 г. По-късно същата година Темптейшънс започват турне като част от „Motortown Revue“. Групата издава още осем записа между 1961 г. и 1963, но те са без особен успех. През 1963 г. Темптейшънс започват да работят съвместно със Смоуки Робинсън като продуцент и текстописец. Първият успешен резултат на групата с Робинсън е хитът „I Want a Love I Can See“. По това време на една местна изява на групата Дейвид Ръфин се присъединява към тях на сцената и впечатлява всички с вокалния си талант и танцови умения. В резултат на това Дейвид Ръфин е поканен да бъде пълноправен член на Темптейшънс.
През януари 1964 г. Смоуки Робинсън, Темптейшънс и Боби Роджърс, който е съсценарист и продуцент, създават хита „The Way You Do the Things You Do“ с Еди Кендрикс и така този сингъл става за Темптейшънс първият хит в „Топ 20“ през месец април същата година. Малко след това хитът „The Way You Do the Things You Do“ и няколко предварителни сингъла на Дейвид Ръфин са събрани в първия албум на групата „Meet the Temptations“, пуснат на пазара в началото на 1964 г. След присъединяването на Дейвид Ръфин към Темптейшънс на мястото на напусналия Елбридж Брайънт, той става вокалист на много от най-големите хитове на групата, включително и „My Girl“ (1964), „Ain't Too Proud to Beg“ (1966) и „I Wish It Would Rain“ (1967).
По време на едно пътуване като част от Motortown Revue през 1964 г. Смоуки Робинсън и колегата му Рони Уайт пишат „My Girl“, която Темптейшънс записват през есента на 1964 г. В тази песен Дейвид Ръфин изпява първия си соло вокал в групата. Издадена е като сингъл на 21 декември 1964 г. и се превръща в първия поп хит номер едно през март 1965 г. От тогава „My Girl“ се изпълнява от много групи като песен емблема на Темптейшънс.
Следват доста успешните хитове за групата, като „It's Growing“, „Since I Lost My Baby“, „My Baby“, „Ain't Too Proud to Beg“ и „Get Ready“.
От този период освен студийния албум „Meet the Temptations“ биват създадени още „The Temptations Sing Smokey“ през 1965 г., „The Temptin Temptations“ през 1965 г., „Gettin Ready“ през 1966 г., „The Temptations with a Lot o Soul“ през 1967 г. и „The Temptations Wish It Would Rain“ през 1968 г.
След решението на Motown Records да преименуват Supremes като Diana Ross & The Supremes, Дейвид Ръфин започва и той да настоява, че неговата група, в която е основен вокал, трябва да бъде преименувана като Дейвид Ръфин & Темптейшънс. С това той влиза в словесни сблъсъци с Бери Горди, като изисква дори отчет за приходите на групата. Motown Records били частично търпеливи, като позволявали на Темптейшънс да си създаде своя външна счетоводна фирма „International Management Talent Inc“. Някои аспекти от поведението на Дейвид Ръфин се дължали на факта, че по това време той започва редовно да употребява кокаин, с което допълнително внася напрежение в групата и го кара да пропусне редица групови срещи, репетиции и концерти. След гласуван консенсус от останалата част от групата Темптейшънс решават, че е необходимо Дейвид Ръфин да бъде заменен. Това се случва на 27 юни през 1968 г. Дейвид Ръфин е заменен от Денис Едуардс, с който групата продължава да прави нови хит записи като „Cloud Nine“ през 1969 г. и „Ball of Confusion (That's What the World is Today)“ през 1970 г. Първият албум на Денис Едуардс с Темптейшънс е „Live at the Copa“.

### 70-те години
След този период групата се променя често, особено след напускането на Еди Кендрик и Пол Уилямс през 1971 г. По-късно като членове на групата се включват певци, като Ричард Стрийт, Деймън Харис, Рон Тайсън и Али-Оли Удсън, с които Темптейшънс реализират своя късен период от хитове през 1984 г., започвайки с „Treat Her Like a Lady“. Настоящата вокалната група Темптейшънс се състои от: Отис Уилямс, Рон Тайсън, Тери Уайкс, Джо Херндон и Брус Уилямсън.

## Награди
В продължение на своята над 50-годишна кариера Темптейшънс са реализирали четири сингъла № 1 в „Billboard Hot 100“ и четиринадесет сингъла № 1 в „R & B“, които им спечелват три награди Грами. Темптейшънс са направили първия си запис в Motown Records, който печели награда Грами – това е хитът „Cloud Nine“ през 1969 г. а през 2013 г. получават награда Грами за цялостен принос. Temptations са въведени в Рок енд рол Залата на славата през 1989 г., а през 1999 г. са въведени и във „Vocal Group Hall of Fame“. Три класически техни песни: „My Girl“, „Just My Imagination (Running Away with Me)“ и „Papa Was a Rollin' Stone“ са в топ класацията на 500 песни, оформили рокендрола като цяло. Темптейшънс са подредени под № 68 в списъка на 100-те най-велики артисти на всички времена, в престижното музикално списание „Rolling Stone“. През 1998 г. „De Passe Entertainment“ и „Hallmark Entertainment“ създават четиричасов тв сериал за Темптейшънс, който е основан на биографията на групата от Отис Уилямс. Този минисериал се излъчва в две части по NBC на 1 и 2 ноември 1998 г., като първата част обхващаща историята на групата от 1958 до 1968 г., а втората част годините от 1968 до 1995. През 1972 г. Темптейшънс са удостоени с престижната награда „American Music Award“ за най-добра вокална група.

## Членове на групата
- Otis Williams (1960 – )
- Elbridge „Al“ Bryant (1960 – 63)
- Melvin Franklin (1960 – 95)
- Eddie Kendricks (1960 – 71, 1982 завръщане)
- Paul Williams (The Temptations)|Paul Williams (1960 – 71)
- David Ruffin (1964 – 68, 1982 завръщане)
- Dennis Edwards (1968 – 77, 1980 – 84, 1987 – 89)
- Ricky Owens (1971)
- Richard Street (1971 – 92)
- Damon Harris (1971 – 75)
- Glenn Leonard (1975 – 83)
- Louis Price (1977 – 80)
- Ron Tyson (1983 – )
- Ali-Ollie Woodson (1984 – 87, 1989 – 97, 2002)
- Theo Peoples (1992 – 98)
- Ray Davis (musician)|Ray Davis (1994 – 95)
- Harry McGilberry (1995 – 2003)
- Terry Weeks (1997 – )
- Barrington „Bo“ Henderson (1998 – 2003)
- G. C. Cameron (2003 – 07)
- Joe Herndon (2003 – 15)
- Bruce Williamson (singer)|Bruce Williamson (2007 – 15)
- Larry Braggs (2016 – )
- Willie Green (2016 – )

## Класации
Поп класации Топ 10 на САЩ и Великобритания, и номер 1 в класацията на американския R & B.
| година | Заглавие на песен                                                                           | САЩ Топ 10 | Англ. Топ 100 | R&B № 1 | САЩ Поп |
| ------ | ------------------------------------------------------------------------------------------- | ---------- | ------------- | ------- | ------- |
| 1965:  | „My Girl“                                                                                   | 1          | 2             | 1       | –       |
| 1966:  | „Get Ready“                                                                                 | –          | 10            | 1       | 29      |
| 1966:  | „Ain't Too Proud to Beg“                                                                    | –          | 21            | 1       | –       |
| 1966:  | „Beauty Is Only Skin Deep“                                                                  | 3          | 18            | 1       | –       |
| 1966:  | „(I Know) I'm Losing You“                                                                   | 8          | 19            | 1       | –       |
| 1967:  | „All I Need“                                                                                | 8          | –             | –       | –       |
| 1967:  | „You're My Everything“                                                                      | 6          | 26            | –       | –       |
| 1967:  | „I Wish It Would Rain“                                                                      | 4          | –             | 1       | –       |
| 1968:  | „I Could Never Love Another (After Loving You)“                                             | –          | –             | 1       | –       |
| 1968   | „Cloud Nine“                                                                                | 6          | 15            | –       | –       |
| 1968:  | „I'm Gonna Make You Love Me“ (The Supremes – Diana Ross & the Supremes and the Temptations) | 2          | 2             | 1       | –       |
| 1969:  | „Run Away Child, Running Wild“                                                              | 6          | –             | 1       | –       |
| 1969:  | „I Can't Get Next to You“                                                                   | 1          | 13            | 1       | –       |
| 1970:  | „Psychedelic Shack“                                                                         | 7          | 33            | –       | –       |
| 1970:  | „Ball of Confusion (That's What the World Is Today)“                                        | 3          | 7             | –       | –       |
| 1971:  | „Just My Imagination (Running Away with Me)“                                                | 1          | 8             | 1       | –       |
| 1972:  | „Papa Was a Rollin' Stone“                                                                  | 1          | 14            | –       | –       |
| 1973:  | „Masterpiece“                                                                               | 7          | –             | 1       | –       |
| 1973:  | „Let Your Hair Down“                                                                        | –          | –             | 1       | –       |
| 1974:  | „Happy People“                                                                              | –          | –             | 1       | –       |
| 1975:  | „Shakey Ground“                                                                             |            | –             | 1       | –       |
| 1991:  | „The Motown Song“ (Rod Stewart featuring the Temptations)                                   | 10         | –             | –       | –       |
| 1992:  | „My Girl“ (reissue)                                                                         | –          | 2             | –       | –       |

## Дискография

### Албуми[9]
- Get Ready (2002)
- Awesome (2001)
- Wish It Would Rain In a Mellow Mood (2001)
- Original Lead Singers of the Temptations (2001)
- Best of Temptations Christmas (2001)
- At Their Very Best (2001)
- Imagination (2000)
- Live at Casino San Pablo (2000)
- Psychedelic Soul (2000)
- Best of the Temptations (1999)
- Lost and Found: You've Got to Earn It (1962 – 1968) (1999)
- Phoenix Rising (1998)
- The Ultimate Collection (1997)
- One by One: The Best of Their Solo Years (1996)
- For Lovers Only (1995)
- Anthology [1995] (1995)
- Emperors of Soul (1994)
- Motown Legends: Cloud Nine (1993)
- Back to Back (1993)
- Motown Legends: My Girl (1993)
- Milestone (1991)
- Special (1989)
- To Be Continued... (1986)
- Touch Me (1985)
- Truly for You (1984)
- Surface Thrills (1983)
- Back to Basics (1983)
- All the Million-Sellers (1982)
- Reunion (1982)
- The Temptations (1981)
- Power (1980)
- Give Love at Christmas (1980)
- A Song For You (1975)
- Masterpiece (1973)
- Anthology [1973] (1973)
- All Directions (1972)
- The Sky's the Limit (1971)
- The Christmas Card (1970)
- Greatest Hits, Vol. 2 (1970)
- Psychedelic Shack (1970)
- Cloud Nine (1969)
- Puzzle People (1969)
- The I Wish It Would Rain (1968)
- The Supremes Join the Temptations (1968)
- The Wish It Would Rain (1968)
- In A Mellow Mood (1967)
- With a Lot o' Soul (1967)
- Live! (1967)
- Greatest Hits, Vol. 1 (1966)
- Gettin' Ready (1966)
- The Temptations Sing Smokey (1965)
- The Temptin' Temptations (1965)
- Meet the Temptations (1964)

### Песни[10]
АЛБУМ: „Meet The Temptations“ издаден през (1964)
- 1 The Way You Do The Things You Do
- 2 I Want A Love I Can See
- 3 (You're My) Dream Come True
- 4 Paradise
- 5 May I Have This Dance
- 6 Isn't She Pretty
- 7 Just Let Me Know
- 8 Your Wonderful Love
- 9 The Further You Look, The Less You See
- 10 Check Yourself
- 11 Farewell My Love
- 12 Oh, Mother Of Mine

АЛБУМ: „The Temptations Sing Smokey“ през (1965)
- 1 The Way You Do The Things You Do
- 2 Baby, Baby I Need You
- 3 My Girl
- 4 What Love Has Joined Together
- 5 You'll Lose A Precious Love
- 6 It's Growing
- 7 Who's Lovin' You
- 8 What's So Good About Good-Bye
- 9 You Beat Me To The Punch
- 10 Way Over There
- 11 You've Really Got A Hold On Me
- 12 (You Can) Depend On Me

АЛБУМ: „The Temptin' Temptations“ издаден през (1965)
- 1 Since I Lost My Baby
- 2 The Girl's Alright With Me
- 3 Just Another Lonely Night
- 4 My Baby
- 5 You've Got To Earn It
- 6 Everybody Needs Love
- 7 Girl (Why You Wanna Make Me Blue)
- 8 Don't Look Back
- 9 I Gotta Know Now
- 10 Born To Love You
- 11 I'll Be In Trouble

АЛБУМ: „Gettin' Ready“ издаден през (1966)
- 1 Say You
- 2 Little Miss Sweetness
- 3 Ain't Too Proud To Beg
- 4 Get Ready
- 5 Lonely, Lonely Man Am I
- 6 Too Busy Thinking About My Baby
- 7 I've Been Good To You
- 8 Fading Away
- 9 Who You Gonna Run To
- 10 You're Not An Ordinary Girl
- 11 Not Now (I'll Tell You Later)

АЛБУМ: „The Temptations With A Lot O' Soul“ издаден през (1967)
- 1 (I Know) I'm Losing You
- 2 Ain't No Sun Since You've Been Gone
- 3 All I Need
- 4 (Loneliness Made Me Realize) It's You That I Need
- 5 No More Water In The Well
- 6 Save My Love For A Rainy Day
- 7 Just One Last Look
- 8 Sorry Is A Sorry Word
- 9 You're My Everything
- 10 Now That You've Won Me
- 11 Two Sides To Love
- 12 Don't Send Me Away

АЛБУМ: „The Temptations In A Mellow Mood“ издаден през (1967)
- 1 Hello Young Lovers
- 2 A Taste Of Honey
- 3 For Once In My Life
- 4 Somewhere
- 5 Ol' Man River
- 6 I'm Ready For Love
- 7 Try To Remember
- 8 Who Can I Turn To (When Nobody Needs Me)
- 9 What Now My Love
- 10 That's Life
- 11 With These Hands
- 12 he Impossible Dream

АЛБУМ: „The Temptations Wish It Would Rain“ издаден през (1968)
- 1 I Could Never Love Another (After Loving You)
- 2 Cindy
- 3 I Wish It Would Rain
- 4 Please Return Your Love To Me
- 5 Fan The Flame
- 6 He Who Picks A Rose
- 7 I Truly, Truly Believe
- 8 Gonna Give Her All The Love I've Got
- 9 I've Passed This Way Before
- 10 No Man Can Love Her The Way I Do

АЛБУМ: „Cloud Nine“ издаден през (1969)
- 1 Cloud Nine
- 2 I Heard It Through The Grapevine
- 3 Runaway Child, Running Wild
- 4 Love Is A Hurtin' Thing
- 5 Hey Girl (I Like Your Style)
- 6 Why Did She Have To Leave Me (Why Did She Have To Go)
- 7 I Need Your Lovin'
- 8 Don't Let Him Take Your Love From Me
- 9 I Gotta Find A Way (To Get You Back)
- 10 Gonna Keep On Tryin' Till I Win Your Love

АЛБУМ: „Puzzle People“ издаден през (1969)
- 1 Since I've Lost You
- 2 Hey Jude
- 3 I Can't Get Next To You
- 4 Message From A Black Man
- 5 Don't Let The Joneses Get You Down
- 6 Little Green Apples
- 7 Running Away (Ain't Gonna Help You)
- 8 That's The Way Love Is

АЛБУМ: „Psychedelic Shack“ издаден през (1970)
- 1 Psychedelic Shack
- 2 You Make Your Own Heaven And Hell Right Here On Earth
- 3 Hum Along And Dance
- 4 Take A Stroll Thru Your Mind
- 5 It's Summer
- 6 War
- 7 You Need Love Like I Do (Don't You)
- 8 Friendship Train

АЛБУМ: „The Temptations Christmas Card“ издаден през (1970)
- 1 Rudolph The Red-Nosed Reindeer
- 2 My Christmas Tree
- 3 Santa Claus Is Coming To Town
- 4 Silent Night
- 5 Someday At Christmas
- 6 White Christmas
- 7 Let It Snow! Let It Snow! Let It Snow!
- 8 Silver Bells
- 9 Christmas Song
- 10 Little Drummer Boy

АЛБУМ: „Sky's The Limit“ издаден през (1971)
- 1 Gonna Keep On Trying Till I Win Your Love
- 2 Just My Imagination (Running Away With Me)
- 3 I'm The Exception To The Rule
- 4 Smiling Faces Sometimes

АЛБУМ: „Solid Rock“ издаден през (1972)
- 1 Take A Look Around
- 2 It's Summer

АЛБУМ: „All Directions“ издаден през (1972)
- 1 Run Charlie Run
- 2 Papa Was A Rollin' Stone
- 3 The First Time Ever (I Saw Your Face)

АЛБУМ: „Masterpiece“ издаден през (1973)
- 1 Hey Girl (I Like Your Style)
- 2 Masterpiece
- 3 Ma
- 4 Law Of The Land
- 5 Plastic Man

АЛБУМ: „A Song For You“ издаден през (1975)
- 1 Shakey Ground
- 2 A Song For You
- 3 Memories
- 4 Firefly

АЛБУМ: „Wings Of Love“ издаден през (1976)
- 1 Paradise (Wings Of Love)

АЛБУМ: „Give Love At Christmas“ издаден през (1980)
- 1 Give Love On Christmas Day
- 2 Christmas Song
- 3 Love Comes With Christmas
- 4 Little Drummer Boy
- 5 This Christmas
- 6 Everything For Christmas
- 7 Christmas Everyday
- 8 Silent Night

АЛБУМ: „To Be Continued...“ издаден през (1986)
- 1 Lady Soul
- 2 To Be Continued

ДРУГИ ПЕСНИ:
- A Tear From A Woman's Eyes
- Act Fast
- Aiming At Your Heart
- Angel Doll
- Back To School Again
- Ball Of Confusion (That's What The World Is Today)
- Beauty Is Only Skin Deep
- Build Me Up Buttercup
- Camouflage
- Dinah
- Eenie, Meenie, Minie, Moe
- Happy Landing
- How Can I Forget
- How He Could Hurt You
- I Can't Think Of A Thing At All
- I Couldn't Cry If I Wanted To
- I Wanna Get Next To You
- I'll Love You Till I Die
- I'm Gonna Make You Love Me
- I've Got Heaven Right Here On Earth
- I've Never Been To Me
- In His Kiss
- Lean On Me
- Love To The Music
- Night And Day
- Stand By Me
- Standing On The Top
- Stay
- Sugar Pie, Honey Bunch
- Tear From A Woman's Eyes
- Treat Her Like A Lady